# Ермакович, Алексей Степанович
 Ермакович Алексей Степанович  (1922, Сосновка — 28 января 2000, Сосновка, Кемеровская область) — советский деятель сельского хозяйства, бригадир комсомольско-молодёжной тракторной бригады, Герой Социалистического Труда (1948).

## Биография
Родился в 1922 году в селе Сосновка Новокузнецкого района Кемеровской области.
Окончив школу механизаторов, работал в Кузнецкой МТС, которая размещалась в то время в селе Сосновка. В послевоенные сороковые годы, когда развернулось областное соревнование среди молодёжных тракторных бригад, бригада Ермаковича весь период летних работ 1946, 1947, 1948 годов держала переходящее Красное знамя обкома ВЛКСМ. Бригада обрабатывала 3140 гектаров при норме 1023 гектара, перевыполняя план более, чем в 3 раза.
За выдающиеся достижения в сельском хозяйстве Указом Президиума Верховного Совета СССР от 6 марта 1948 года бригадиру комсомольско-молодёжной бригады Алексею Степановичу Ермаковичу было присвоено звание Героя Социалистического Труда с вручением ордена Ленина и золотой медали «Серп и Молот».
Умер 28 января 2000 года.

## Награды
- Звание Герой Социалистического Труда (Указ Президиума Верховного Совета СССР от 6 марта 1948 года);
- Золотая медаль «Серп и Молот» (6 марта 1948 — № 1118);
- Орден Ленина (6 марта 1948 — № 68828);